# Dynamo
Dynamo (nascido Steven Frayne; 17 de dezembro de 1982) é um ilusionista inglês,  mais conhecido pelo seu documentário Dynamo: Mágico Impossível.

## Início da Vida
Dynamo nasceu em West Yorkshire.Ele cresceu residente em Delph de Bradford Hill e Holme Wood.Ele aprendeu a executar ilusões com seu avô e desenvolveu a habilidade durante as viagens para Nova Orleans, Louisiana. Querendo inovar, Dynamo combina elementos de dança e cultura hip hop em suas rotinas. 

## Aparições na Midia
Primeiras aparições na televisão do Dynamo foram em Richard & Judy, seguido por uma no Channel 4 Estate of Mind especial intitulada Dynamo. Ele, então, lançou um DVD e desde então tem aparecido em on Friday Night with Jonathan Ross, Fatherhood, e no MTV EMAs (onde ele se apresentou para o Foo Fighters, Nelly Furtado, e Joss Stone). Ele já apareceu em anúncios da Adidas e Nokia, e apareceu na passarela de Naomi Campbell Fashion's for Relief. Em maio de 2009, o Dynamo levitou Little Britain o comediante Matt Lucas quatro pés acima do chão na frente de uma multidão no Emirates Stadium, em Londres. Em 25 de dezembro de 2009, Dynamo apareceu no Soccer AM Especial de Natal e executou magica para o show dos apresentadores Max Rushden e Helen Chamberlain, bem como convidados do companheiro David Haye e Neil Ruddock. Em 19 de março de 2010, ele apareceu na BBC One em prol da Sport Relief, onde ele apareceu para transformar bilhetes de loteria em dinheiro na frente de Robbie Williams e Davina McCall. Mais tarde no show, ele realizou uma levitação na frente de James Corden e uma platéia ao vivo.
Em 18 de março de 2011, Dynamo apareceu na BBC One para a Comic Relief para destacar o trabalho que a British Airways tinha feito para arrecadar dinheiro. Em 25 de junho de 2011, ele foi fotografado e filmado, aparentemente, caminhando sobre a água, atravessando o rio Tamisa em pé na frente do Palácio de Westminster, para divulgar sua  próxima série Dynamo: Mágica Impossivel. Esta série contou com participações de Rio Ferdinand, Ian Brown, Noel Fielding, David Haye, Tinie Tempah, Mat Horne, Travis Barker, Natalie Imbruglia, e Robert Sheehan. Em setembro de 2011, Dynamo apareceu no programa de televisão de esportes ESPN, onde ele executou truques com cartas. Em 23 de outubro de 2011, Dynamo anunciou que havia se juntado a sociedade dos magos do Círculo Mágico. No dia seguinte, ele apareceu como um palestrante convidado para equipe Noel Fielding em Never Mind the Buzzcocks. Em novembro de 2011, ele apareceu na BBC Jovem Aprendiz, dando um prêmio de desempenho na London Eye para a equipe vencedora. Ele também apareceu no Children in Need, realizando mágica para Vic Reeves e Bob Mortimer. Ele já apareceu na segunda temporada do Dynamo: Mágicia Impossivel, com participações de Wretch 32, Labrinth, Will Smith, Rio Ferdinand e outros.
A terceira temporada de Dynamo: Mágica Impossivel começou no Channel 4 em 11 de julho de 2013.
Quando Dynamo esteve no Brasil, gravando mais um episódio de sua série que foi ao ar, no Brasil dia 9 de agosto de 2013, ele disse que os brasileiros estão entre os povos que mais acreditam em seus truques.

## Prêmios
Em 5 de julho de 2012, Dynamo foi promovido pela sociedade dos mágicos, O Círculo Mágico, para associar o Magic Circle Inner com Estrela de Prata para desempenho. No mesmo ano, Dynamo: Mágica Impossivel ganhou o prêmio de Melhor Programa de Entretenimento no Broadcast Awards.
A segunda temporada do Dynamo: Mágica Impossivel ganhou o prêmio de  Broadcast Award for Best Entertainment Programme pelo segundo ano consecutivo e ganhou o premio programa de TV do ano na Virgin Media Awards.

## Vida Pessoal
Dynamo tem a doença de Crohn.Ele é um defensor do Bradford City, um time de futebol de sua cidade natal.

## Lançamentos
- Magia Metro do Dynamo (DVD)[12]
- Estate of Mind do Dynamo Channel 4
- Parque de concreto do Dynamo (DVD)
- Dynamo: Mágica Impossivel (DVD / Blu-ray)

- Este artigo foi inicialmente traduzido, total ou parcialmente, do artigo da Wikipédia em inglês cujo título é «Dynamo (magician)».